# Thomas Cooper Gotch

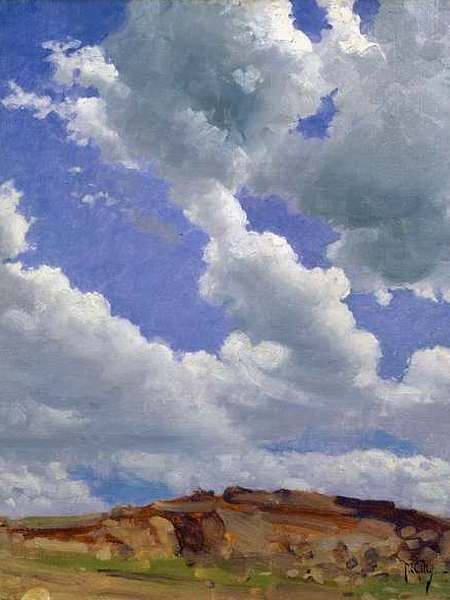
Clouds aus den 1880er Jahren

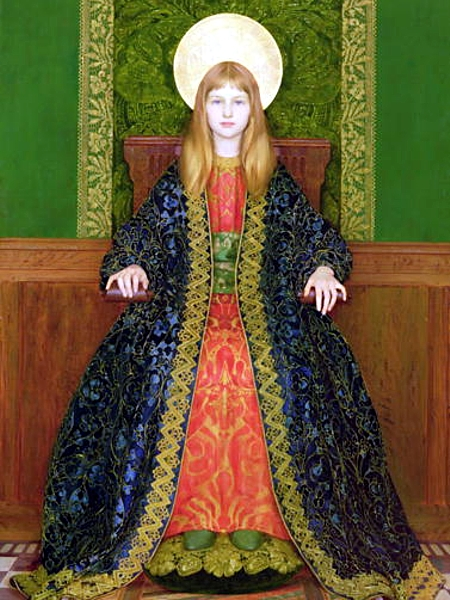
The Child Enthroned (1894)

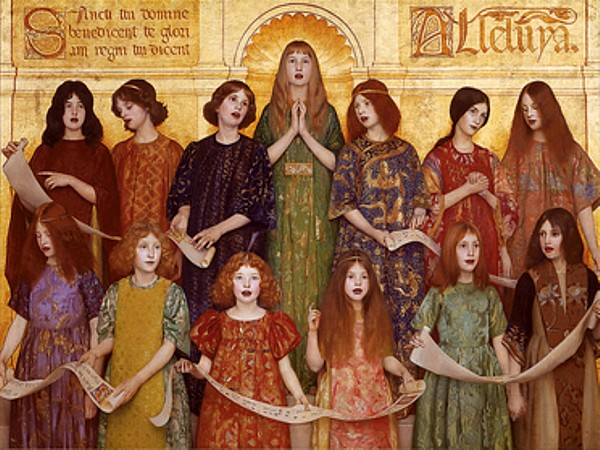
Alleluia (1896)

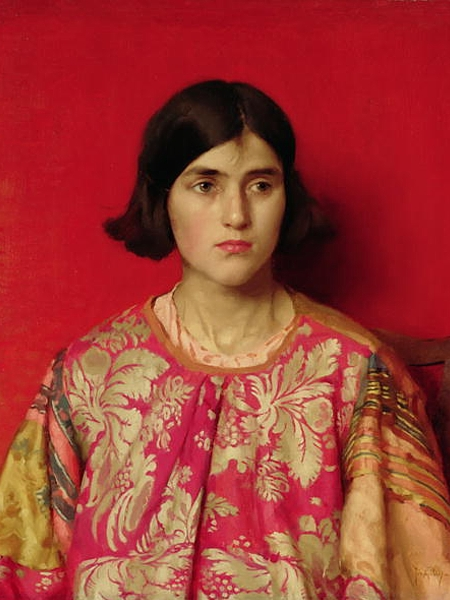
The Exile (1930)

Thomas Cooper Gotch (* 10. Dezember 1854 in Kettering, Northamptonshire; † 1. Mai 1931 in Newlyn, Cornwall) war ein britischer Maler des Spätimpressionismus, später des Symbolismus und Präraffaelismus. Daneben ist er ein wichtiger Vertreter der Newlyn School, einer Künstlerkolonie des späten 19. und frühen 20. Jahrhunderts.

## Leben und Werk
Thomas Cooper Gotch stammte aus einer wohlhabenden, unkonventionellen Familie aus dem mittelenglischen Kettering nördlich von London und war der vierte Sohn von Thomas Henry Gotch. Sein älterer Bruder John Alfred Gotch wurde später Architekt und verfasste einige Arbeiten über Architektur. Nach Besuch der Kettering Grammar School arbeitete Thomas Cooper Gotch zunächst im Schuhgeschäft seines Vaters. 1876 verließ er den väterlichen Betrieb, um an der Heatherley’s Art School seine Kunststudien aufzunehmen. 1877 besuchte er die Koninklijke Academie voor Schone Kunsten in Antwerpen und schrieb sich 1878 an der Slade School of Fine Art in London ein, wo er Henry Scott Tuke kennenlernte, mit dem ihn später eine lebenslange Freundschaft verbinden sollte.
An der Slade School hatte Gotch 1879 auch seine spätere Frau Caroline Burland Yates (1854–1945) kennengelernt. Auf ihr Betreiben besuchten beide zusammen mit Henry Scott Tuke das Fischerdorf Newlyn in Cornwall. 1881 kehrten Gotch und Yates nach Newlyn zurück, um sich in der dortigen St Peter’s Church trauen zu lassen. Anschließend setzten beide ihre Kunststudien in Paris an der Académie Julian fort, wo sich Gotch auch von Jean Paul Laurens unterrichten ließ. 1882 kam in Paris Tochter Phyllis Marian Gotch auf die Welt. Eltern und Kind reisten nach Australien und bezogen dort Wohnsitz in Melbourne. Nach ihrer Rückkehr nach England beteiligte sich Gotch am Widerstand gegen das konservative Kunstverständnis der Royal Academy of Arts und gründete 1885 zusammen mit John Singer Sargent, Stanhope Forbes, Frank Bramley und anderen den New English Art Club.
1887 ließ sich die junge Familie in Newlyn nieder, wo von Walter Langley und Samuel John Birch eine Künstlerkolonie, die Newlyn School, gegründet worden war. Dort traf Gotch wieder auf Henry Scott Tuke und Stanhope Forbes, die sich ebenfalls dieser Malergruppe angeschlossen hatten. Vor Ort half er bei Einrichtung der Newlyn Art Gallery, in der die Werke der Künstlerkolonie aufbewahrt und ausgestellt werden sollten, und der Newlyn Industrial Classes, wo Jugendliche aus der Gegend Kunsthandwerk erlernen konnten. Gotch gründete 1887 die Royal British Colonial Society of Artists, der er später von 1913 bis 1928 auch als Präsident vorstand. In dieser Zeit betrieb Gotch wie viele Maler der Newlyn School Freilichtmalerei und schuf bemerkenswerte Ölgemälde und Aquarelle im Stil des Realismus und Spätimpressionismus.
1891 reiste Gotch mit seiner Frau nach Florenz und blieb dort den Winter über bis zum Frühjahr 1892. Dieser Aufenthalt in der Hauptstadt der Renaissance bewirkte eine radikale Änderung in seinem Malstil, der sich nun an den Präraffaeliten orientierte und Einflüsse des Symbolismus und der Romantik aufwies. Zunächst stieß seine gravierende Änderung von Sujet und Malstil auf Ablehnung. Erst nachdem The Times sein Gemälde The Child Enthroned als Attraktion der Royal Academy Show des Jahres 1894 hervorgehoben hatte, erhielt sein Werk breite Anerkennung. Zusammen mit Alleluia von 1896 zählt es heute zu den herausragendsten Kunstwerken des Viktorianischen Zeitalters. Für beide Gemälde diente dem Maler seine Tochter Phyllis als Modell. 1896 erhielt er auf der Internationalen Kunstausstellung in Berlin eine kleine Goldmedaille.
Aufgrund seines unverwechselbaren Stils – symbolistische Figuren und dekorative Muster in statischer Anordnung der Frührenaissance – wurde Thomas Cooper Gotch nun zu einem der bekanntesten Künstler seiner Zeit und viele namhafte Galerien kauften seine Werke. Bereits 1911 fand in Newcastle eine Retrospektive seines bisherigen Gesamtwerkes statt. Gotch fertigte daneben zahlreiche Landschaftsbilder und Buchillustrationen an, erzielte aber sein Einkommen hauptsächlich durch Porträtmalerei. Als modern galt seine bevorzugte Darstellung von einzelnen oder mehreren jungen Mädchen, für die häufig der Freundeskreis von Tochter Phyllis Modell stand, so dass das Haus des Malers zum Anziehungspunkt der Umgebung wurde. Phyllis arbeitet später als Schriftstellerin und Sängerin. In den 20er und 30er Jahren wandte sich Gotch wieder mehr dem Realismus zu.
Thomas Cooper Gotch starb 1931 und wurde in seinem Wohnort Newlyn beigesetzt. Im selben Jahr fand in seinem Geburtsort Kettering eine Ausstellung statt, in der sein Lebenswerk gewürdigt wurde. Noch heute befindet sich ein großer Teil seiner Werke in der Alfred East Gallery in Kettering. Die meisten seiner anderen Werke sind noch vorhanden und befinden sich in England. Eine Präsentation seines Schaffens in gebundener Form ist bisher noch nicht erschienen, nur die Alfred East Gallery vertreibt ein 32-seitiges Geheft über den Künstler. Manuskripte zu seinem Leben und Schaffen werden im Victoria and Albert Museum in London aufbewahrt. 2001 fand im Royal Cornwall Museum in Truro die Ausstellung T.C. Gotch: The Last of the Pre-Raphaelites statt.